# Worms: Ultimate Mayhem
Worms Ultimate Mayhem es un videojuego de la saga de Worms en 3D. El juego es más completo (incluyendo interiores de edificios) y más complicado que sus predecesores.

## Descripción
Worms Ultimate Mayhem en sí, es un port de Worms 4 Mayhem, pero con el modo de campaña de Worms 3D.
El juego consta de alrededor de 70 misiones y desafíos de modo un jugador, con servicio de multijugador en línea y local de hasta cuatro jugadores, cinco modos multijugador, con numerosos logros y trofeos que desbloquear.Entre sus mecánicas, existe la de modificar el aspecto visual de los worms y sus banderas, e incluso, crear nuevas armas mediante la mezcla de componentes.
El videojuego tiene un coste de £6.75 para Xbox, £9.99 para PlayStation 3 y £10.99 en la versión de Windows.

## Características
- Un nuevo servidor con más modos, incluyendo una tabla de calificaciones.
- Nuevos escenarios.
- Chat de voz.
- Un soundtrack completamente nuevo con algunas remasterizaciones de sus títulos anteriores.
- Gráficos mejorados, con efectos nuevos, como las sombras.
- Nuevos cascos, guantes, bigotes, gafas y voces.
- Nuevos efectos de sonido.
- Ahora los Outcasts que estaban en el sitio original de Worms 4 Mayhem se pueden ver en los créditos.
- En el modo historia los gusanos hablan normalmente en vez de decir me me me.
- El juego tiene un narrador.
- Nuevas armas y posibilidad de crear propias.
- Cinco modos multijugador de hasta 4 jugadores, en línea y local.